# Hans La Hey
Cornelis Johannes (Hans) la Hey (Delft, 11 juni 1953) is een Nederlandse beeldhouwer. Hij genoot zijn opleiding aan de Koninklijke Academie van Beeldende Kunsten te Den Haag. In de Nederlandse publieke ruimte zijn een aantal werken van hem terug te vinden. 

## Werken (selectie)
- Het seizoen (2000), Rijswijk
- Vier windstreken (1997), Delft
- Springtime (1991),  Wateringen
- Wankel evenwicht (1980), Delft

Afbeeldingen
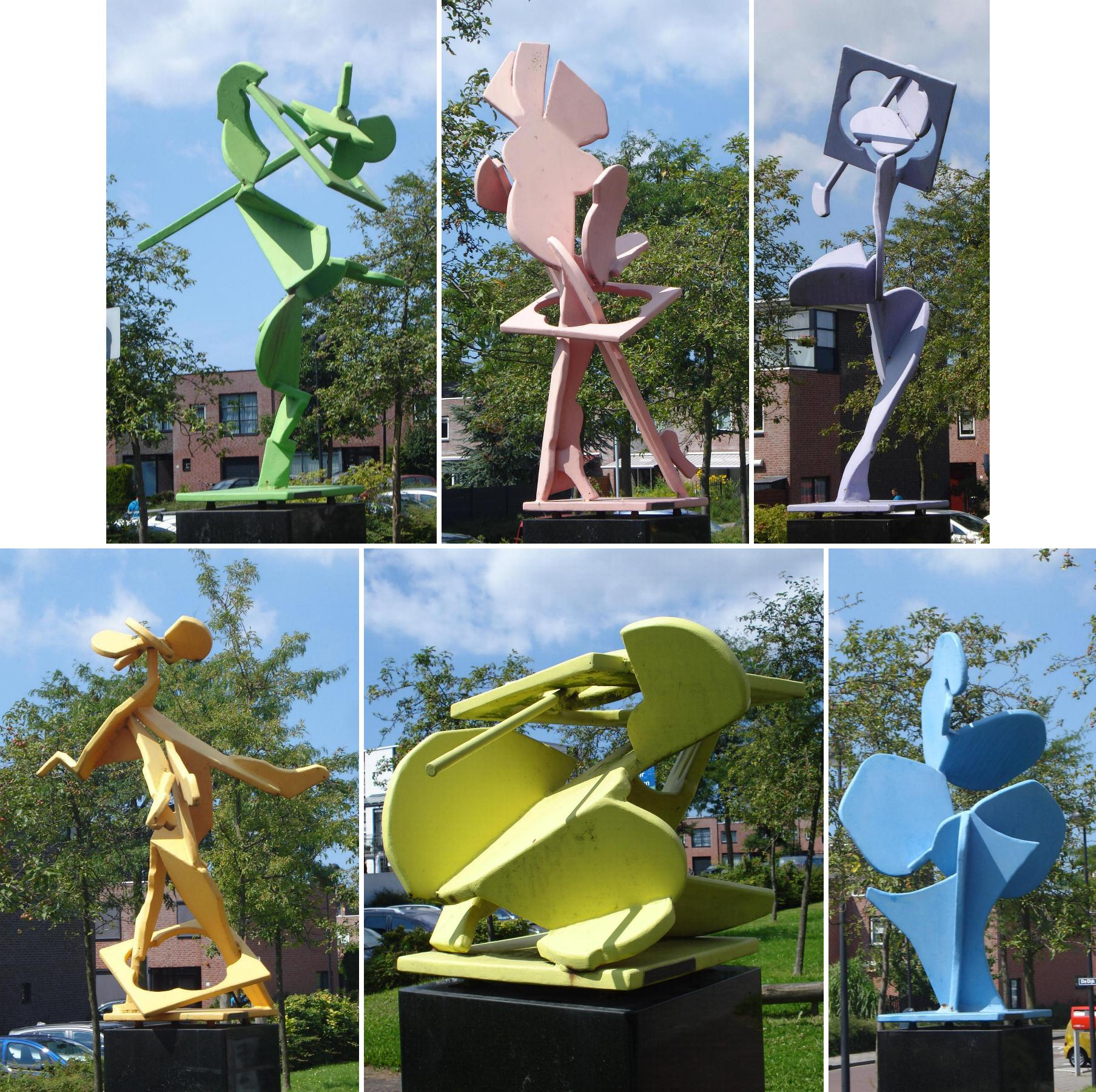
Het seizoen (2000) Rijswijk
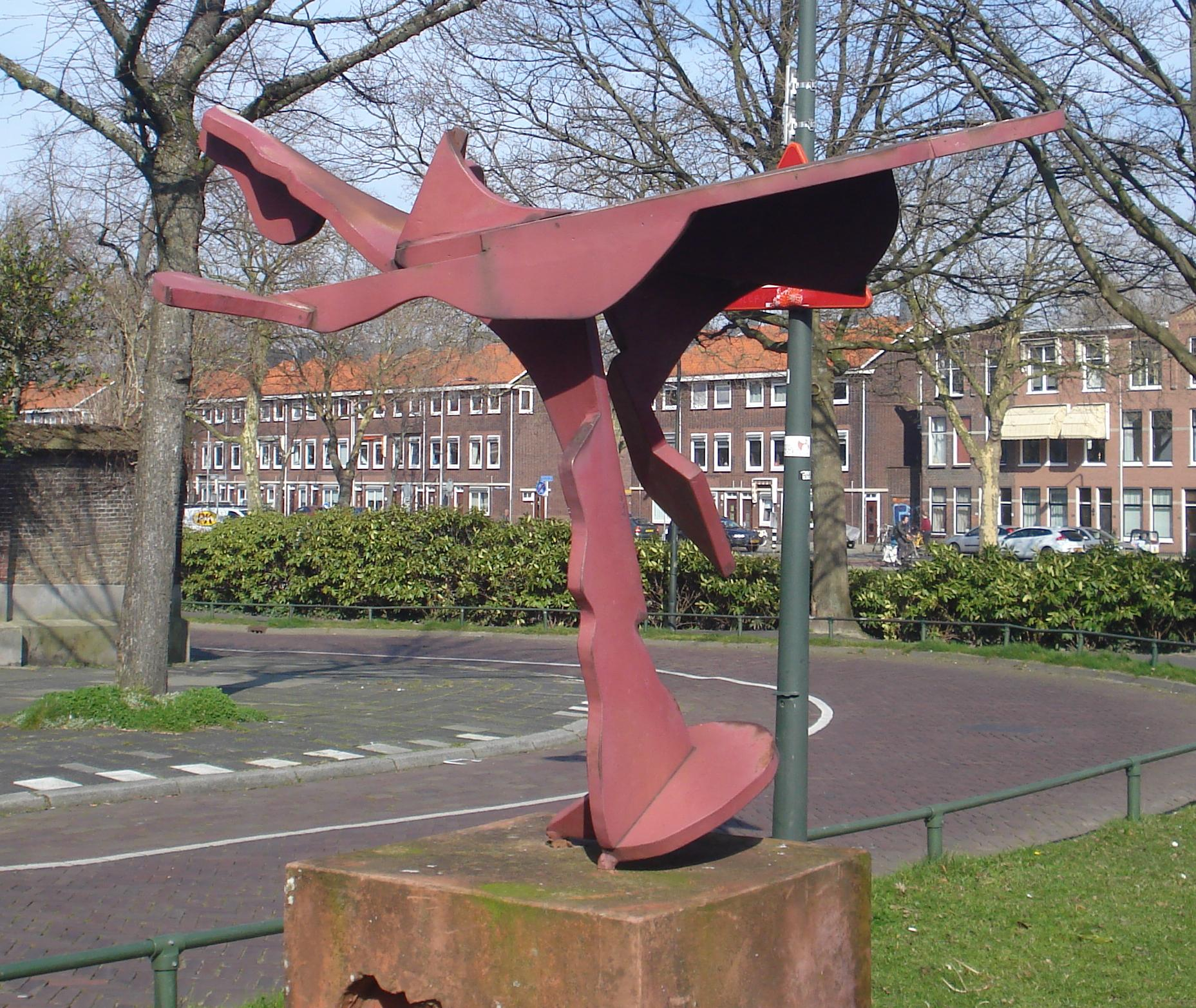
Vier windstreken (1997) Delft
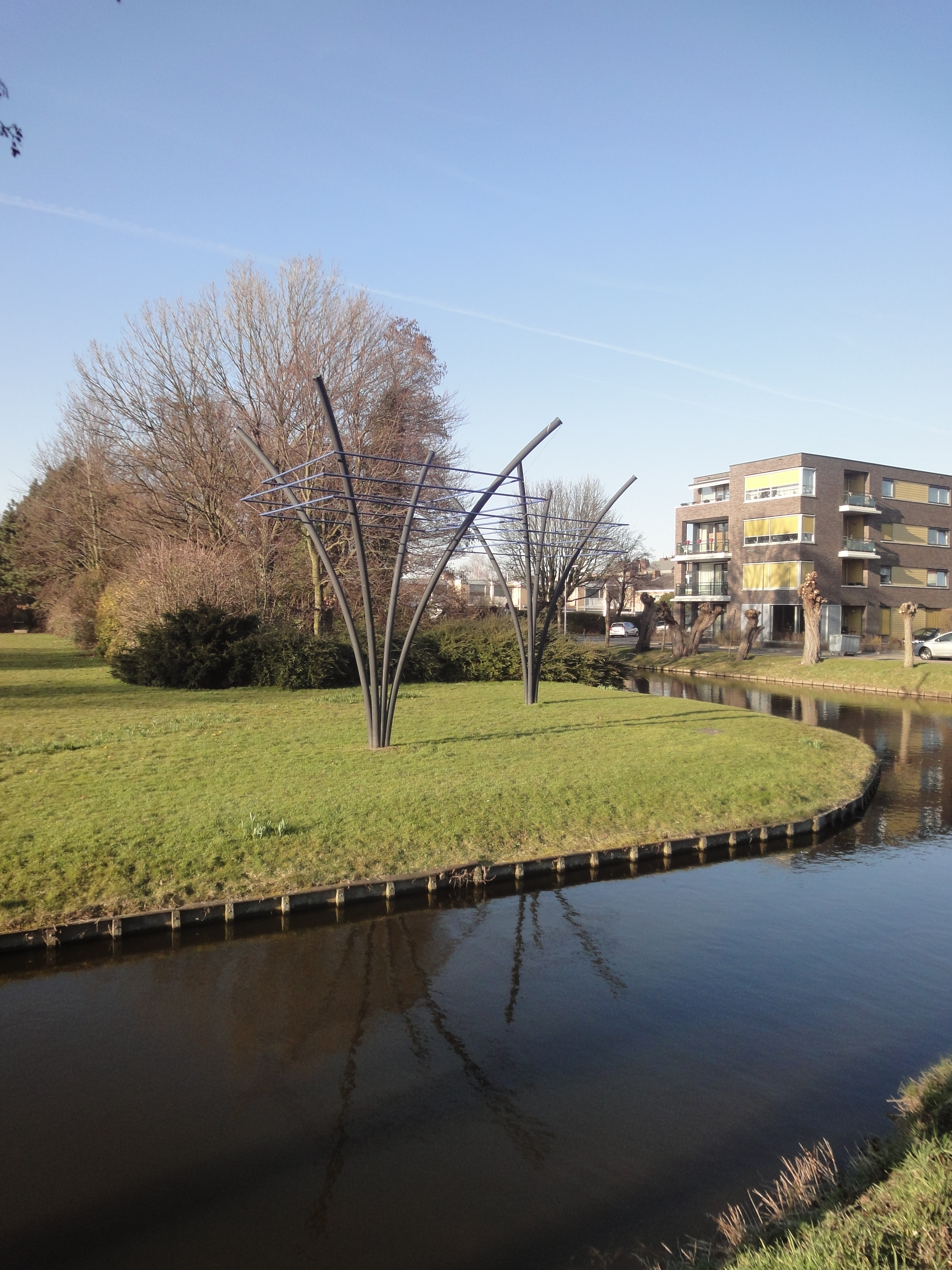
Springtime (1991) Wateringen
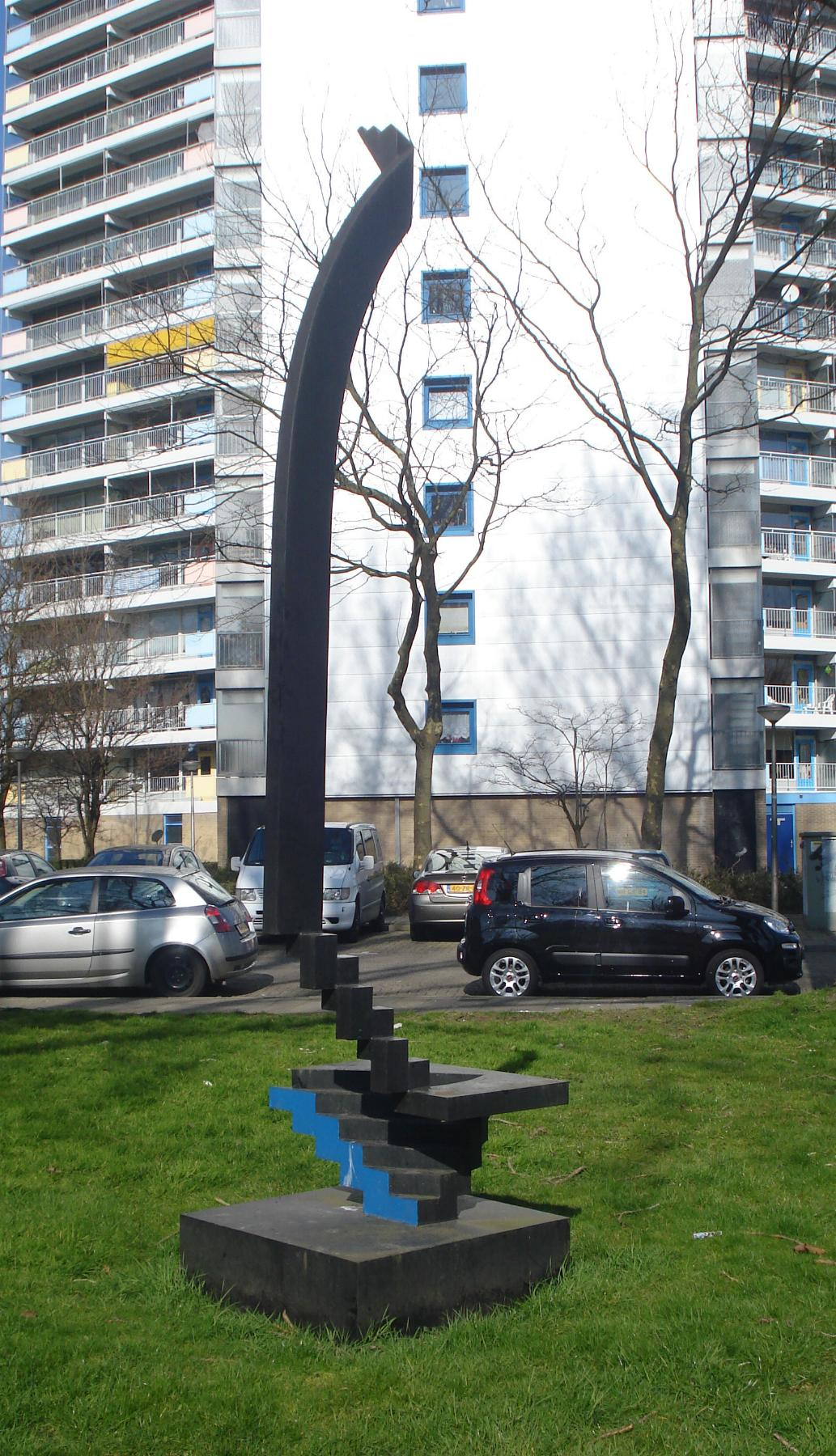
Wankel evenwicht (1980) Delft